# Adhemarius gagarini
Adhemarius gagarini is een vlinder uit de familie van de pijlstaarten (Sphingidae). De wetenschappelijke naam van de soort werd in 1935 gepubliceerd door Zikan.